# Тврдоместиці
Тврдоместиці (словац. Tvrdomestice) — село, громада округу Топольчани, Нітранський край. Кадастрова площа громади — 8.79 км².
Населення 451 особа (станом на 31 грудня 2019 року).

## Історія
Тврдоместиці згадується 1280 року.

## Населення
| Рік:            | 1994. | 2004.   | 2014.   | 2024.   |
| --------------- | ----- | ------- | ------- | ------- |
| Кількість осіб: | 479   | 491     | 459     | 455     |
| Різниця:        |       | +2,50 % | -6,51 % | -0,87 % |

| Рік:            | 2023. | 2024.   |
| --------------- | ----- | ------- |
| Кількість осіб: | 461   | 455     |
| Різниця:        |       | -1,30 % |